# Andreu Veà i Baró

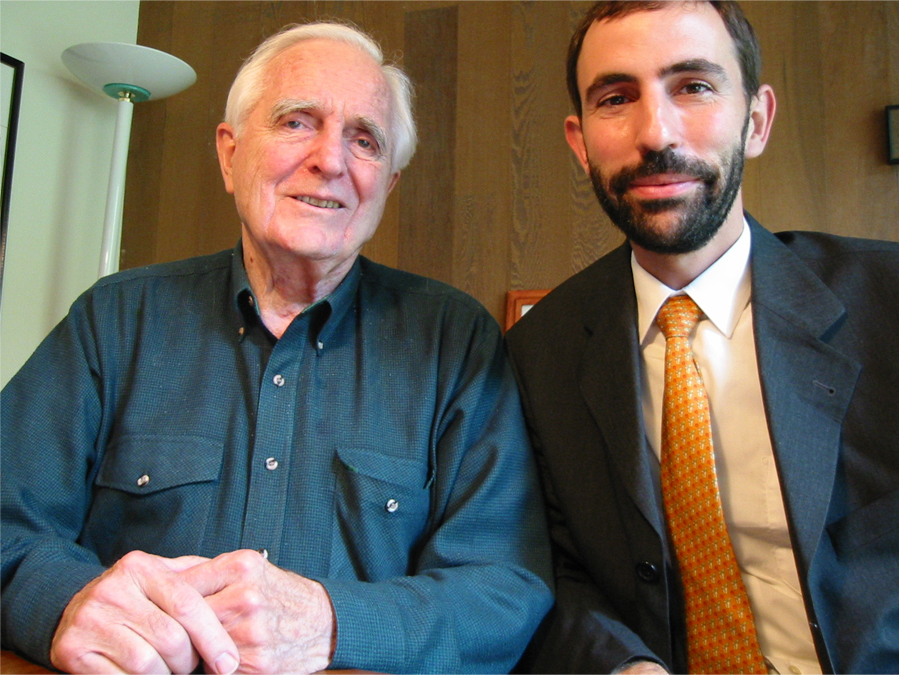
Amb Douglas Engelbart, l'inventor del ratolí, durant el seu treball de recerca el 2003 a Atherton (Califòrnia)

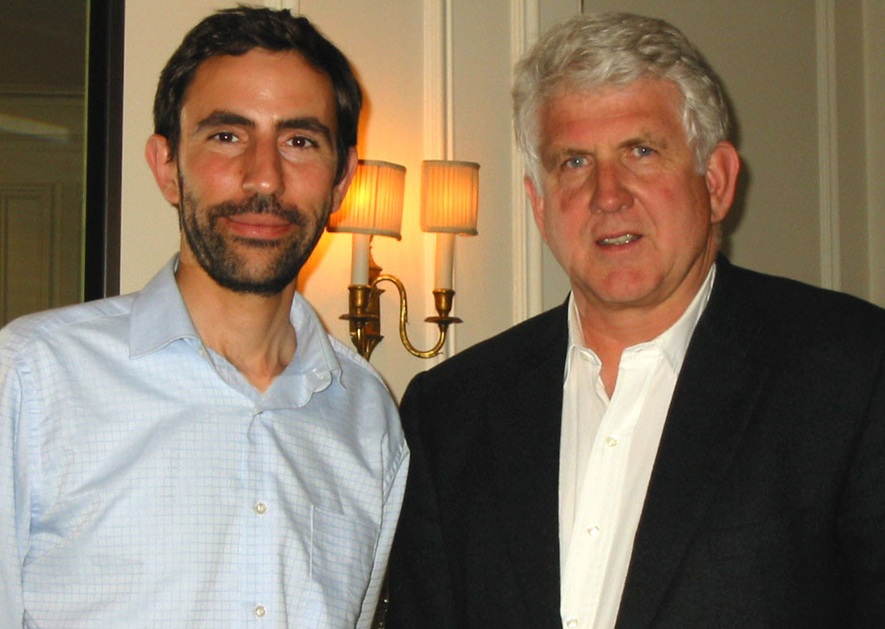
Entrevista amb Robert Metcalfe, inventor d'Ethernet a Boston (Massachusetts)

Andreu Veà i Baró (Sant Feliu de Guíxols, 1969) és un pioner d'Internet i emprenedor dins el sector de les telecomunicacions. Entre 2009 i 2017 fou el president del capítol espanyol de la Internet Society. És conegut pels seus treballs sobre la història d'Internet i els seus creadors, una investigació que recull entrevistes personals a més de 350 pioners del sector.
A finals de 2014 fou nomenat Digital Champion for Spain, un càrrec que suposa ser l'ambaixador de l'Agenda Digital de l'estat membre que el nomena per ajudar les administracions, empreses i ciutadans a digitalitzar-se. Pel conjunt de la seva activitat, el 2017 va rebre el Premio Nacional a la Trayectoria Personal en Internet, organitzat i fallat pel Comitè de Impulso del Día Mundial d'Internet. El 2025 va rebre el premi Gaudí Gresol a la Notorietat i l'Excel·lència en Tecnologia.

## Trajectòria
Va iniciar-se amb els ordinadors als dotze anys amb un Commodore VIC-20 amb 3 Kb. de RAM. El 1986 va començar a fer servir les xarxes internacionals de la mà del seu germà, l'etòleg Joaquim Veà, i la xarxa EARN a la Universitat de Barcelona. Va realitzar els seus estudis a Barcelona on es va llicenciar com a enginyer de telecomunicacions i enginyer electrònic al Campus La Salle de la Universitat Ramon Llull de Barcelona. El 2002 es va doctorar en telecomunicacions defensant amb una tesi sobre la creació d'Internet que ha sigut de les més consultades en el rànquing de totes les universitats catalanes. Amb l'interès manifestat per la seva tesi per Vint Cerf, considerat el pare d'Internet, va continuar la seva investigació a la Universitat Stanford el 2003, entitat amb què ha mantingut la seva relació com a acadèmic convidat. És també Màster en Tractament Digital del Senyal i la Informació i Màster en Gestió de Tecnologies de la Informació per la Universitat Ramon Llull.
La seva activitat professional es va iniciar coincidint amb les primeres passes del sector d'internet en la seva etapa de popularització i accés en l'àmbit domèstic, l'any 1994. En aquest any va ser membre fundador d'ASERTEL, el quart proveïdor d'Internet a Espanya, per a passar posteriorment a liderar l'estratègia d'Internet de Retevisión-Auna en el moment que es va liberalitzar el mercat amb el fi del monopoli de Telefònica a Espanya.
Va ser el creador, impulsor i vicepresident del Punt Neutre d'Internet a Catalunya (CATNIX.net), que es va crear l'abril de 1999, i del gallec (GALNIX). També va participar activament a la creació a Barcelona d'una rèplica del servidor arrel de Noms F, encarregat de convertir els DNS en adreces IP, requerit per la millora del temps de resposta per al tràfic internet. El seu treball a Stanford el portà a crear la plataforma Who is Who in the Internet World, un treball que ha continuat i que li ha permès publicar el 2013 el llibre Como creamos Internet. L'obra és el resultat d'un treball de recerca de dinou anys amb entrevistes enregistrades a més de 350 professionals implicats en la creació d'Internet.
Ha compaginat la docència amb l'activitat professional impartint classes a l'Escola d'Enginyeria La Salle als Màsters de Comerç Electrònic i al de Xarxes i Serveis de Telecomunicacions Avançats. Des de l'any 2014 contribueix al llançament i la implantació d'empreses espanyoles de base tecnològica a Silicon Valley (Califòrnia) i lidera la Interesting People community, un grup de professionals de diverses especialitats que comparteixen l'interès per la innovació, creat el 2008. És col·laborador de Futura Networks, organitzador del Campus-Party Tech Festival, realitza conferències i assessora diversos organismes com l'Ajuntament de Barcelona, o l'IEEE. Forma part del comitè assessor de l'edició 2013 de l'Internet Hall of fame. En el terreny social, col·labora amb iniciatives sense ànim de lucre, com Social Diabetes.
Des de l'any 2015 forma part del comitè científic de la Fundació GAEM dedicada a promoure la investigació sobre l'esclerosi múltiple. Dins dels seus projectes de futur destaca una estratègia que pretén fibrejar Catalunya anomenada: Voluntaris per la fibra: cal il·luminar de nou Catalunya, una iniciativa per recuperar el retard tecnològic que pateix el territori a conseqüència de polítiques proteccionistes que han alentit el desplegament de la fibra òptica a Catalunya.
El 2018 va publicar Tecnologia para andar por casa, una obra divulgativa per a facilitar la "vida digital" del gran públic.
Durant la Pandèmia per coronavirus de 2019-2020, va encunyar i organitzar la comunitat dels COVIDWarriors com una iniciativa oberta per aixoplugar tota mena d'iniciatives de la societat civil per tal de pal·liar els efectes de la pandèmia. Des de la Interesting People community que lidera, es va materialitzar en una associació no lucrativa formada per voluntaris professionals i organitzacions proactives, amb talent emprenedor i iniciatives tecnològiques, que aconseguia finançament per la lluita contra la COVID-19 mitjançant mecenatge. La iniciativa va ser mereixedora de diversos premis.

## Obra
- Veà Baró, Andreu. Manual pràctic d'Internet a l'empresa.  Barcelona: Consorci de Promoció Comercial de Catalunya, 2002. ISBN 978-84-9313-511-9.
- Veà Baró, Andreu. Qui és qui a Internet? : recull inèdit de fets i anècdotes. 1a ed..  Barcelona: CIDEM, Centre d'Innovació i Desenvolupament Empresarial, 2005. ISBN 978-84-3936-876-2.
- Veà Baró, Andreu. La historia oculta de Intern@t a través de sus personajes (en castellà).  Barcelona: Fundació CTIC, 2005. ISBN 978-84-609-5566-5.
- Macía Rodríguez, Josep A.; Pardo, Joaquin; Veà Baró, Andreu. !Papa no quiero ir al cole. Me aburro! (en castellà).  Barcelona: Amazon Digital Services, Inc., 2012.
- Veà, Andreu. Cómo creamos internet (en castellà). 1a ed..  Ediciones Península S.A., 2013. ISBN 978-84-9942-275-6.

- Veà, Andreu. Tecnología para andar por casa (en castellà). 3a edició.  Madrid: 9788416624966, 6-7-2018, p. 216. ISBN 9788416624966.
- Veà, Andreu. Posología: 3 Sonrisas al día. (en castellà). 2a edició.  Barcelona: Espurna Nec&Otium, 29-02-2020, p. 140. ISBN 978-8494579356.
- Veà, Andreu. Internet pioneers: how we created the internet (en anglès).  Bubble Books, 2023. ISBN 9788412747928.